# Brian Cyr
Brian Cyr (New Glasgow, 30 giugno 1956) è un ex giocatore di freccette canadese.

## Carriera
Rappresentò il Canada al World Championship nel PDC World Championship 2007, dove superò il primo turno battendo il gallese Barrie Bates prima di arrendersi all'olandese Rico Vonck.
Fu due volte campione canadese (nel 1999 e nel 2006), l'ultima delle quali gli permise di partecipare al PDC World Champiosnhip della stagione successiva.
Dopo il titolo canadese del 1999, Cyr raggiunse la 62ª posizione del ranking DDB.